# Catherine Corcoran
Catherine Corcoran (sinh ngày 30 tháng 5) là một nữ diễn viên người Mỹ. Cô được biết đến nhiều nhất với vai chính Dawn trong bộ phim dài tập Terrifier (2016) của Damien Leone và Lauren trong Return to Nuke Em High của Lloyd Kaufman cùng với phần tiếp theo là Return to Return to Nuke 'Em High AKA 2. Corcoran cũng được biết đến với vai Sandy trong Chuck (2016) (The Bleeder in the UK and Ireland) bộ phim tiểu sử về thể thao của người Mỹ, Audrey trong bộ phim truyền hình Last Vermont Christmas của kênh Hallmark và đóng vai chính Abby trongphim kinh dị tâm lý "Long Lost" do Erik Bloomquist - người đoạt giải Emmy đạo diễn.

## Đầu đời
Catherine Corcoran sinh ra ở Philadelphia, Pennsylvania. Cô lớn lên ở Quận Bucks, Pennsylvania

## Sự nghiệp diễn xuất

### Phim
| Năm  | Tiêu đề                                        | Vai                | Ghi chú    |
| ---- | ---------------------------------------------- | ------------------ | ---------- |
| 2012 | Art Machine                                    | Sinh viên mỹ thuật |            |
| 2013 | Return to Nuke 'Em High Volume 1               | Lauren Berggold    |            |
| 2014 | 3Madcap-ettes                                  | Azy                |            |
| 2015 | Caesar and Otto's Paranormal Halloween         | Chloe              |            |
| 2016 | Amityville: Vanishing Point                    | Cara               |            |
| 2016 | Terrifier                                      | Dawn               |            |
| 2016 | Chuck                                          | Dawn               |            |
| 2017 | Return to Return to Nuke 'Em High AKA Volume 2 | Lauren Berggold    |            |
| 2018 | Long Lost                                      | Abby               |            |
| 2019 | 100 Acres of Hell                              | Sissy              |            |
| 2020 | Shakespeare's Sh*tstorm                        | Mẹ của Miranda'    | Hoàn thành |

### Chương trình truyền hình
| Năm  | Tiêu đề                     | Vai                 | Ghi chú                       |
| ---- | --------------------------- | ------------------- | ----------------------------- |
| 2011 | Gossip Girl                 | Minion              | Tập phim: "Petty in Pink"     |
| 2012 | On the Case with Paula Zahn | Shelby              | Tập phim: "The Art of Murder" |
| 2013 | The Good Wife               | Bạn của Grace       | Tập phim: "The Next Week"     |
| 2015 | Kabukiman's Cocktail Corner | The Green Fairy     | Nhân vật định kỳ (mùa 1)      |
| 2018 | Last Vermont Christmas      | Audrey              | Phim truyền hình              |
| 2020 | Click Next to Continue      | Dr. Crystal Madison | Phim ngắn                     |